# Daniel Kelly (judoka)
Daniel Kelly (Melbourne, 31 de octubre de 1977) es un deportista australiano que compitió en judo. Ganó nueve medallas en el Campeonato de Oceanía de Judo entre los años 1998 y 2012.

## Palmarés internacional
| Campeonato de Oceanía | Campeonato de Oceanía        | Campeonato de Oceanía | Campeonato de Oceanía |
| Año                   | Lugar                        | Medalla               | Categoría             |
| --------------------- | ---------------------------- | --------------------- | --------------------- |
| 1998                  | Apia (Samoa)                 | Medalla de plata      | –81 kg                |
| 2000                  | Sídney (Australia)           | Medalla de plata      | –81 kg                |
| 2002                  | Wellington (Nueva Zelanda)   | Medalla de oro        | –81 kg                |
| 2003                  | Suva (Fiyi)                  | Medalla de oro        | –81 kg                |
| 2004                  | Numea (Francia)              | Medalla de oro        | –90 kg                |
| 2008                  | Christchurch (Nueva Zelanda) | Medalla de oro        | –90 kg                |
| 2010                  | Canberra (Australia)         | Medalla de oro        | –100 kg               |
| 2011                  | Papeete (Francia)            | Medalla de oro        | –100 kg               |
| 2012                  | Cairns (Australia)           | Medalla de oro        | –100 kg               |